# Oaxen
Oaxen är en ö och en småort i Mörkö socken i Södertälje kommun, belägen öster om Mörkö i Himmersfjärden.

## Äldre historia

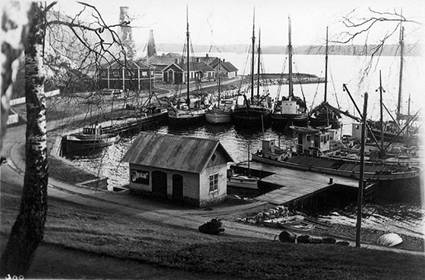
Oaxens hamn, historisk bild.

Oaxen var ursprungligen en obebodd betesö lydande under Hörningsholms slott. På öns nordöstra del finns en ryssugn.

## Kalkbrytning
Det finns rika kalkfyndigheter på Oaxen och den närbelägna ön Karta som kan brytas i ytbrott. Fyndigheten är två kilometer lång och ½ kilometer bred. Sedan 1830-talet har ön därför präglats av kalkbrytning. En mera organiserad kalkbrytning började på 1850-talet under ledning av Knut Bonde som arrenderat ön. Han köpte den sedan 1868 och slog samman kalkbruken på Oaxen och Karta till företaget Karta & Oaxen Kalkbruk.
Under företagets storhetstid arbetade närmare 250 man i kalkbrottet. En tredjedel transporterade ved till kalkugnarna. Från början användes även kol. Detta upphörde dock i samband med andra världskriget.
1955 kom trafik med bilfärja igång och mer och mer av kalken kom att transporteras med lastbil. Den dåvarande ägaren Cementa lade ned kalkbrytningen på Oaxen 1974.
Den restaurerade Ettans kalkugn är ett byggnadsminne. Det är den enda idag kvarvarande på ön, men under kalkbrukets mest aktiva period fanns nio stycken utspridda på vardera sidan.

## Samhället
1880 hade så många kalkarbetare flyttat till ön att ett mindre samhälle bildades på dess södra del, och det fanns både affär och skola.
Bebyggelsen på Oaxen är en blandning av sommarbostäder och året-runtboende. De gamla arbetarbostäderna och ett tidigare hotell har renoverats och omvandlats till bostäder. Ön är förbunden till fastlandet och anslutande buss med bilfärjan. Liksom på Mörkö är servicen ytterst begränsad. I den gamla disponentvillan fanns tidigare den exklusiva restaurangen Oaxen skärgårdskrog.
Oaxen hade tidigare en Konsumbutik. Hölö konsumtionsförening etablerade en filial på Oaxen i november 1939. Den 1 juli 1944 utbröts denna filial till en egen förening, Konsumtionsföreningen Oaxen. Denna förening uppgick 1961 i Konsumtionsföreningen Södertälje.